# Quluo (socken i Kina, lat 30,59, long 85,51)
Quluo (kinesiska: 曲洛, 曲洛乡) är en socken i Kina. Den ligger i den autonoma regionen Tibet, i den sydvästra delen av landet, omkring 550 kilometer väster om regionhuvudstaden Lhasa.
Genomsnittlig årsnederbörd är 616 millimeter. Den regnigaste månaden är juli, med i genomsnitt 128 mm nederbörd, och den torraste är december, med 16 mm nederbörd.